# Listă de actori „oaspeți” în serialul Friends
- Jason Alexander [7.13] - Earl
- Sasha Alexander [8.19] - Shelley
- Eva Amurri [7.15] - Dina
- Christina Applegate [9.8, 10.5] - Amy Green
- Matthew Ashford - el însuși
- Allisyn Ashley Arm [10.2] - Leslie Buffay
- Alexis Arquette [7.22] - ospătar
- David Arquette [3.3] - Malcolm
- Hank Azaria [1.10, 7.11, 9.6, 9.22-23]  - David
- Bob Balaban [5.13] - Frank Buffay Sr.

- Alec Baldwin [8.17-18] - Parker
- Helen Baxendale [4.14-19, 4.21-24, 5.1, 5.4, 5.6, 5.20] - Emily Waltham
- Catherine Bell [2.6] - Robin
- Selma Blair [9.10] - Wendy
- Richard Branson [4.23] - vânzător
- Dan Castellaneta [2.12] - îngrijitorul de la grădina zoologică
- Alexis, Paul, Justin și Cole Cimoch [6.5] - Frank Jr. Jr., Leslie și Chandler Buffay
- George Clooney [1.17] - Dr. Michael Mitchell
- Tom Conti [4.24], 5.1] - Stephen Waltham.
- Jennifer Coolidge [10.3] - Amanda
- Robert Costanzo [1.13] - Joseph Tribbiani Sr.
- Billy Crystal [3.24] - Tim
- Kristin Davis [7.7] - Erin
- E.G. Daily [3.14] - Leslie

- Danny DeVito [10.11] - Roy
- Morgan Fairchild [1.11, 5.8, 7.23-24, 8.1] - Nora Tyler Bing
- Dakota Fanning [10.14] - Mackenzie
- Anna Faris [10.9, 10.13, 10.16, 10.19] - Erica
- Jon Favreau [3.18-19, 3.21-25] - Pete Becker
- Sherilyn Fenn [3.14] - Ginger
- Sarah Ferguson [4.23] - ea însăși
- Soleil Moon Frye [5.15] - Katie
- June Gable [2.10,2.19,3.22,5.10,6.4,6.21,7.19,8.22,10.4] - Estelle Leonard
- Beverly Garland [1.18]- Aunt Iris
- Teri Garr [3.25, 4.1, 4.11] - Phoebe Abbott
- Kyle Gass [9.15] - Lowell
- Melissa George [9.12, 9.13]- Molly
- Todd Glass [5.23]
- Paul Gleason [6.15-16] - Jack
- Adam Goldberg [2.17, 2.19] - Eddie Menuek
- Jeff Goldblum [9.15] - Leonard Haze
- Jill Goodacre [1.7] - ea însăși
- Elliott Gould [1.2, 1.8, 1.17, 2.14, 2.16, 3.1, 4.24, 5.1, 5.8, 6.9, 7.2-3, 7.13-14, 7.24-25, 8.1, 8.18, 9.1, 10.4] - Jack Geller
- Jennifer Grey [1.20] - Mindy
- Charlton Heston [4.14]- el însuși
- Alexandra Holden [6.18, 6.19, 6.21, 6.22, 6.24] - Elizabeth Stevens
- Helen Hunt [1.16] - Jamie Buchman

- Chrissie Hynde [2.6] - Stephanie Schiffer
- Chris Isaak [2.12] - Rob Donnen
- Gregory Itzin [10.12] - Theodore Hannigan
- Penn Jillette [4.3] - vânzătorul de enciclopedii
- Greg Kinnear [10.6] - Benjamin Hobart
- Ralph Lauren [6.8] - el însuși
- Hugh Laurie [4.24] - pasager din avion
- Phil Leeds [2.11] - văduva
- Ron Leibman [2.22, 3.7, 8.8, 10.13] - Leonard Green
- Jay Leno [1.11] - el însuși
- Jon Lovitz [1.15, 9.14] - Steve
- Elle Macpherson [6.7-11] - Janine Lecroix
- Louis Mandylor [6.17] - Carl
- Sierra Marcoux [10.2] - Chandler Buffay
- Dina Meyer [3.19, 3.20, 3.22] - Kate Miller
- Kevin McDonald [3.23] - Guru Saj
- Sofia Milos [1.6] - Aurora
- Dermot Mulroney [9.11-13] - Gavin Mitchell
- Arden Myrin- Brenda
- Gary Oldman [7.23-24] - Richard Crosby
- Dante Pastula [10.2] - Frank Buffay Jr. Jr. Buffay
- Sean Penn [8.6-7]- Eric
- John Bennett Perry [4.18]- Dl. Bergen
- Christina Pickles [1.2, 1.8, 2.14, 2.16, 3.1, 4.3, 4.24, 5.1, 5.8, 6.9, 7.2, 7.14, 7.23-24, 8.1, 8.12, 8.23, 9.5, 10.4] - Judy Geller

- Brad Pitt [8.9]- Will Colbert
- Ellen Pompeo [10.11] - Missy Goldberg
- Freddie Prinze Jr. [9.6]- Sandy
- Emily Procter [2.2]- Annabel
- Leah Remini [1.23]- Lydia
- Giovanni Ribisi [2.6, 2.21, 3.5, 3.18, 4.11-12, 4.17, 5.3, 10.2] - Frank Buffay Jr.
- Denise Richards [7.19] - Cassie Geller
- Julia Roberts [2.13] - Susie Moss
- Rebecca Romijn [4.6] - Cheryl
- Isabella Rossellini [3.5] - ea însăși
- Paul Rudd [9.3-4, 9.6-7, 9.9, 9.12-13, 9.16-17, 9.23-24, 10.1, 10.5, 10.7, 10.12, 10.14, 10.19] - Mike Hannigan
- Winona Ryder [7.20] - Melissa Warburton
- Susan Sarandon [7.15] - Jessica Lockhart
- Jennifer Saunders [4.24, 5.1] - Andrea Waltham
- Tom Selleck [2.15-16, 2.18, 2.20, 2.23-24, 3.13, 6.24-25] - Richard Burke
- Harry Shearer [1.21] - Dr. Baldharar
- Charlie Sheen [2.23] - Ryan
- Brooke Shields [2.12] - Erika Ford
- Marla Sokoloff [8.10] - Dina
- Bonnie Somerville [8.01, 8.05-06, 8.08, 8.11, 8.15, 8.17] - Mona
- Brent Spiner [10.14] - Campbell
- Cole Sprouse [6.15, 7.9-10, 7.16, 8.1, 8.10, 8.12] - Ben Geller
- John Stamos [9.22] - Zach
- Ben Stiller [3.22] - Tommy
- Allison Sweeney [7.18] - Jessica Ashley
- Christine Taylor [3.24-25, 4.1] - Bonnie
- Lea Thompson [2.6] - Caroline Duffy
- Ian Thorpe [7.7] - client la cafenea
- Kathleen Turner [7.22-24] - Charles Bing
- Aisha Tyler - [9.20-24, 10.1-2, 10.5-6] - Charlie Wheeler
- Gabrielle Union [7.17] - Kristin Lang

- Brenda Vaccaro [1.13] - Gloria Tribbiani
- Jean-Claude Van Damme [2.13] - el însuși
- Michael Vartan [4.8] - Timothy Burke
- Angela Visser [1.19] - Samantha
- McKenzie Westmore [7.18] - ea însăși
- Mitchell Whitfield [1.1,1.18-19,2.24,6.15-16] - Barry Farber
- Fred Willard [2.12] - Dl. Lipson
- Robin Williams [3.24] - Thomas
- Bruce Willis [6.21-23] - Paul Stevens
- Reese Witherspoon [6.13-14] - Jill Green
- Noah Wyle [1.17] - Dr. Jeffrey Rosen
- Steve Zahn [2.4] - Duncan